# Liste der Einträge im National Register of Historic Places im Le Sueur County

Lage des Le Sueur County in Minnesota

Die Liste der Einträge im National Register of Historic Places im Le Sueur County in Minnesota führt alle Bauwerke und historischen Stätten im Le Sueur County auf, die in das National Register of Historic Places aufgenommen wurden.

## Legende
| NRHP | Historic Place    |
| HD   | Historic District |

## Aktuelle Einträge
| [ 2 ] | Name                                | Bild                                | Eintragsdatum        | Lage | Ort               | Beschreibung |
| ----- | ----------------------------------- | ----------------------------------- | -------------------- | --- | ----------------- | --- |
| 1     | John R. Andrews House               | John R. Andrews House               | 1978 ID-Nr. 78003123 | County Highway 19 44° 17′ 7″ N, 93° 54′ 33″ W                                                                                           | Kasota            | 1860 errichtetes Wohnhaus der Schauspielerfamilie Andrews                                                                                                |
| 2     | Bridge No. 4846 (1)                 | Bridge No. 4846 (1)                 | 1981 ID-Nr. 81000681 | Brücke des County Highway 102 über die MN 22 44° 18′ 23,4″ N, 93° 57′ 32,6″ W                                                           | Kasota            | 1875 errichtete stählerne Fachwerkbrücke |
| 3     | Broadway Bridge                     | Broadway Bridge                     | 1999 ID-Nr. 99000934 | Brücke der MN 99 über den Minnesota River 44° 19′ 29″ N, 93° 57′ 10,9″ W                                                                | Ottawa Township   | 1931 errichtete stählerne Fachwerkbrücke, die in das benachbarte Nicollet County führt                                                                   |
| 4     | Carson H. Cosgrove House            | Carson H. Cosgrove House            | 1982 ID-Nr. 82004694 | 228 South 2nd Street 44° 27′ 32,4″ N, 93° 54′ 58″ W                                                                                     | Le Sueur          | 1895 im viktorianischen Stil errichtetes Wohnhaus des Unternehmers Carson Cosgrove                                                                       |
| 5     | Arthur Dehn House                   | Arthur Dehn House                   | 1982 ID-Nr. 82000561 | Herbert Street 44° 13′ 26″ N, 93° 34′ 29″ W                                                                                             | Waterville        | Wohnhaus des Künstlers Adolf Dehn von 1914 bis 1930 |
| 6     | Dodd Road Discontiguous District    | Dodd Road Discontiguous District    | 2003 ID-Nr. 03000520 | County Road 1 bis zur MN 21, County Road 136 westlich von Kilkenny, County Road 148 westlich von Cleveland 44° 21′ 22″ N, 93° 34′ 18″ W | Kilkenny Township | Teile der 1853 von William Dodd privat gebauten Landstraße zwischen Mendota und St. Peter                                                                |
| 7     | Elysian Public School               | Elysian Public School               | 1981 ID-Nr. 81000677 | 4th Street Ecke Frank Street 44° 12′ 3,4″ N, 93° 40′ 25,7″ W                                                                            | Elysian           | 1895 errichtetes Schulgebäude |
| 8     | First National Bank                 | First National Bank                 | 1982 ID-Nr. 82004703 | 112 East Main Street 44° 32′ 36,3″ N, 93° 34′ 35,4″ W                                                                                   | New Prague        | 1922 im Stil der Neorenaissance errichtetes Bankgebäude mit Terrakottafassade                                                                            |
| 9     | Geldner Sawmill                     | Geldner Sawmill                     | 1975 ID-Nr. 75000991 | County Highway 13 44° 16′ 29,3″ N, 93° 44′ 37,5″ W                                                                                      | Cleveland         | 1860 errichtete Sägemühle; heute ist das Gelände ein County Park                                                                                         |
| 10    | German Evangelical Salem Church     | German Evangelical Salem Church     | 1982 ID-Nr. 82004696 | County Road 156 44° 29′ 8″ N, 93° 47′ 18,5″ W                                                                                           | Le Sueur          | 1870 im Stil des Greek Revival errichtete Kirche deutscher Einwanderer                                                                                   |
| 11    | Hilltop Hall                        | Hilltop Hall                        | 1982 ID-Nr. 82004701 | 206 N. 1st St. 44° 26′ 24,7″ N, 93° 34′ 53,1″ W                                                                                         | Montgomery        | 1892 errichtetes Gebäude, das einen Tanzsaal beherbergte                                                                                                 |
| 12    | Hotel Broz                          | Hotel Broz                          | 1982 ID-Nr. 82004704 | 212 West Main Street 44° 32′ 36,3″ N, 93° 34′ 49″ W                                                                                     | New Prague        | 1898 im georgianischen Stil errichtetes Hotelgebäude |
| 13    | Kasota Township Hall                | Kasota Township Hall                | 1981 ID-Nr. 81000679 | Hill Street Ecke Rice Street 44° 17′ 32,5″ N, 93° 57′ 54,9″ W                                                                           | Kasota            | 1889 errichtetes Rathaus |
| 14    | Kasota Village Hall                 | Kasota Village Hall                 | 1981 ID-Nr. 81000680 | Cherry Street Ecke Webster Street 44° 17′ 28,7″ N, 93° 58′ 0,3″ W                                                                       | Kasota            | 1898 im Queen Anne-Stil errichtete Feuerwache |
| 15    | Le Sueur County Courthouse and Jail | Le Sueur County Courthouse and Jail | 1981 ID-Nr. 81000682 | 88 South Park Avenue und 130 South Park Avenue 44° 23′ 17,5″ N, 93° 43′ 55,5″ W                                                         | Le Center         | 1896 im Richardsonian Romanesque genannten Baustil errichtetes Justiz- und Verwaltungsgebäude und 1914 gebautes Gefängnis                                |
| 16    | Dr. William W. Mayo House           | Dr. William W. Mayo House           | 1969 ID-Nr. 69000074 | 118 North Main Street 44° 27′ 43,7″ N, 93° 54′ 54,4″ W                                                                                  | Le Sueur          | 1859 errichtetes Wohnhaus von William Worrall Mayo, dem Arzt und Gründer der Mayo Clinic; heute ist das Haus ein Museum der Minnesota Historical Society |
| 17    | Methodist Episcopal Church          | Methodist Episcopal Church          | 1982 ID-Nr. 82004697 | Liberty Street Ecke Whittier Street 44° 23′ 2,5″ N, 93° 56′ 52,6″ W                                                                     | Ottawa            | 1859 im Stil des Greek Revival errichtete Kirche |
| 18    | Needham-Hayes House                 | Needham-Hayes House                 | 1982 ID-Nr. 82004698 | Abseits der Railroad Street 44° 22′ 56,9″ N, 93° 56′ 37,8″ W                                                                            | Le Sueur          | 1870 errichtetes Wohnhaus |
| 19    | Ottawa Township Hall                | Ottawa Township Hall                | 1982 ID-Nr. 82004705 | Buchanan Street Ecke Bryant Street 44° 23′ 0,1″ N, 93° 56′ 46,7″ W                                                                      | Ottawa            | 1860 im Stil des Greek Revival errichtetes Rathaus |
| 20    | John Rinshed House                  | John Rinshed House                  | 1982 ID-Nr. 82004707 | Sumner Street Ecke Whittier Street 44° 22′ 56,3″ N, 93° 56′ 52,6″ W                                                                     | Ottawa            | 1870 errichtetes Wohnhaus |
| 21    | Charles Schwartz House and Barn     | Charles Schwartz House and Barn     | 1982 ID-Nr. 82004708 | Abseits des County Highway 23 44° 23′ 36,1″ N, 93° 56′ 53,4″ W                                                                          | Ottawa            | 1870 errichtetes Farmhaus und Rundscheune |
| 22    | Smith-Cosgrove House                | Smith-Cosgrove House                | 1982 ID-Nr. 82004700 | 228 South Main Street 44° 27′ 34,3″ N, 93° 55′ 2,4″ W                                                                                   | Le Sueur          | 1878 errichtetes Wohnhaus |
| 23    | George W. Taylor House              | George W. Taylor House              | 1975 ID-Nr. 75000992 | 103 South 2nd Street 44° 27′ 38″ N, 93° 54′ 50,5″ W                                                                                     | Le Sueur          | 1890 im Eastlake Movement genannten Baustil errichtetes Wohnhaus                                                                                         |
| 24    | Trinity Chapel-Episcopal            | Trinity Chapel-Episcopal            | 1982 ID-Nr. 82004695 | Sumner Street Ecke Exchange Street 44° 22′ 55,8″ N, 93° 56′ 58,4″ W                                                                     | Ottawa            | 1861 im Stil der Neugotik errichtete Kapelle |
| 25    | Union Hotel                         | Union Hotel                         | 1982 ID-Nr. 82004709 | 201 Paquin Street, East 44° 13′ 4,6″ N, 93° 34′ 3,2″ W                                                                                  | Waterville        | 1888 im Italianate-Stil errichtetes Hotel |
| 26    | Westerman Lumber Office and House   | Westerman Lumber Office and House   | 1982 ID-Nr. 82004702 | 201 South 1st Street 44° 26′ 15,4″ N, 93° 34′ 51,3″ W                                                                                   | Montgomery        | 1895 errichtetes Wohnhaus und Büro des Holzunternehmers Henry E. Westerman                                                                               |

## Frühere Einträge
| [ 2 ] | Name                   | Bild                | Eintragsdatum        | Lage                                          | Ort     | Beschreibung                                                                      |
| ----- | ---------------------- | ------------------- | -------------------- | --------------------------------------------- | ------- | --------------------------------------------------------------------------------- |
| 1     | Elysian Water Tower    | Elysian Water Tower | 1981 ID-Nr. 81000678 | Frank Street 44° 12′ 3,2″ N, 93° 40′ 32,8″ W  | Elysian | 1895 errichteter Wasserturm; 1989 demontiert und 1993 aus dem Register gestrichen |
| 2     | David Patten Farmhouse |                     | 1982 ID-Nr. 82004706 | Liberty Street 44° 23′ 3,4″ N, 93° 57′ 4,6″ W | Ottawa  | 1863 errichtetes Farmhaus; 1993 aus dem Register gestrichen                       |